# Station Gunnersbury
Gunnersbury is een station van London Overground aan de North London Line en de metro van Londen aan de District Line dat is geopend in 1869.

## Geschiedenis
Het station aan de Chiswick High Road ( A315 ) werd op 1 januari 1869 geopend als Brentford Road door de London and South Western Railway (L & SWR) aan een zijlijn naar Richmond vanaf  Addison Road die op dezelfde dag werd geopend,  Deze lijn liep via een boog ten noorden van Addisson Road langs Hammersmith (Grove Road), dat op 31 december 1906 werd gesloten, Turnham Green en Gunnersbury. Door de verbindingssporen naar Brentford, ten noorden van Gunnersbury, kon de North Londen Railway, de latere North London Line van de overground, tussen Gunnersbury en Richmond ook over deze lijn rijden. Aanvankelijke beschikte het station over twee eilandperrons, een voor de sporen van en naar Richmond en een voor de sporen naar de Chiswick Curve die bij Chiswick Junction aansloot op de lijn naar Kew Bridge.
De Great Western Railway (GWR) onderhield korte tijd (1 juni - 31 oktober 1870) een dienst tussen langs Kew Gardens via de Hammersmith & City Railway, de latere Hammersmith & City Line, het viaduct bij Grove Road en de sporen van de L&SWR langs Turnham Green. In 1871 kreeg het station zijn huidige naam.
Op 1 juni 1877 trok de District Railway (DR) haar westtak door vanaf het toenmalige eindpunt Hammersmith.  De sporen werden bij het viaduct Grove Road aangesloten op die van de West London Joint Railway, waarop de District Railway-dienst naar Richmond begon. Concurrent Metropolitan Railway, de latere Metropolitan Line, begon op 1 oktober 1877 eveneens diensten naar Richmond via de route die in 1870 door de GWR was gebruikt. De DR tussen Richmond en het centrum van Londen via Hammersmith was korter dan andere routes, de NLR via Willesden Junction, de L&SWR en de MR via station Grove Road en de L&SWR via Clapham Junction naar Waterloo. Op 1 januari 1894 kwam de GWR terug met een gezamenlijke dienst met de, wat tot gevolg had dat vijf verschillende spoorwegmaatschappijen Gunnersbury bedienden.
Na de elektrificatie ten noorden van Acton Town in 1903 bekostigde de DR de elektrificatie tussen Richmond en Gunnersbury die op 1 augustus 1905 werd voltooid. Als enige reed de DR elektrisch op de lijn, terwijl de concurrenten L&SWR, NLR, GWR en MR met stoomtractie bleven rijden. MR staakte haar diensten op Richmond op 31 december 1906, vier jaar later droeg GWR haar diensten over aan DR, NLR en L&SWR. Op 3 juni 1916 staakte L&SWR de dienst tussen Addison Road en Richmond in de concurrentieslag met de DR. Het gevolg was dat alleen de metrodiensten van DR en de voorstadsdiensten van NLR via Willesden Junction overbleven.
In 1932 werd de Chiswick Curve gesloten en later werden de sporen verwijderd en werd de woonwijk Chiswick Village op het vrijgekomen terrein opgetrokken. Sinds de nationalisatie van het openbaar vervoer in Londen in 1933 maakt het deel tussen Richmond en Ravenscourt Park, waaronder Gunnersbury, onderdeel uit van de District Line. 
Op 8 december 1954 werd het station beschadigd door een tornado die het dak van het station afrukte en zes mensen verwondde.
In de jaren zestig van de twintigste eeuw werd het station verbouwd en teruggebracht tot een eilandperron met toegangstrap. De bovengrondse en ondergrondse diensten delen dezelfde sporen.

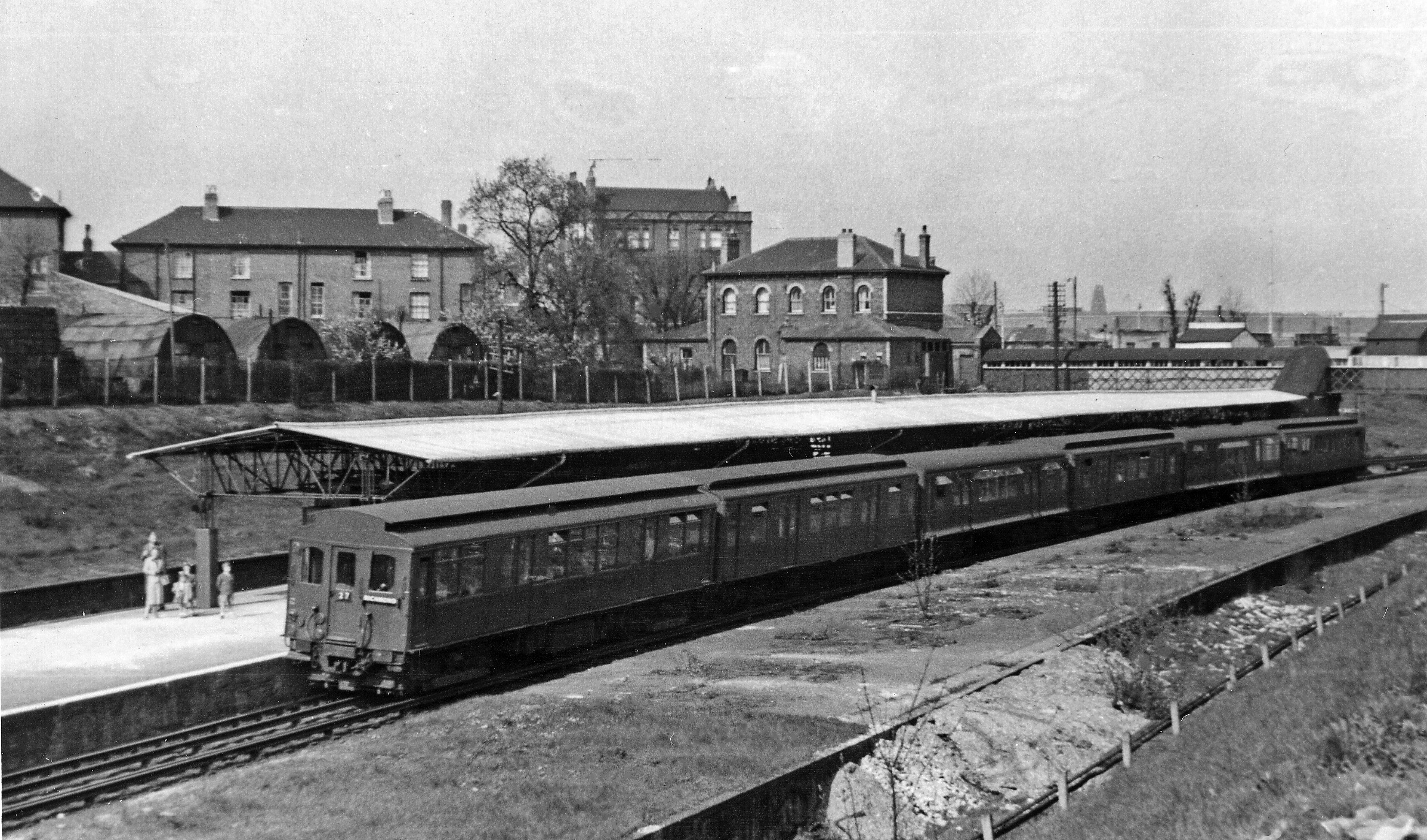
Gunnersbury in 1955
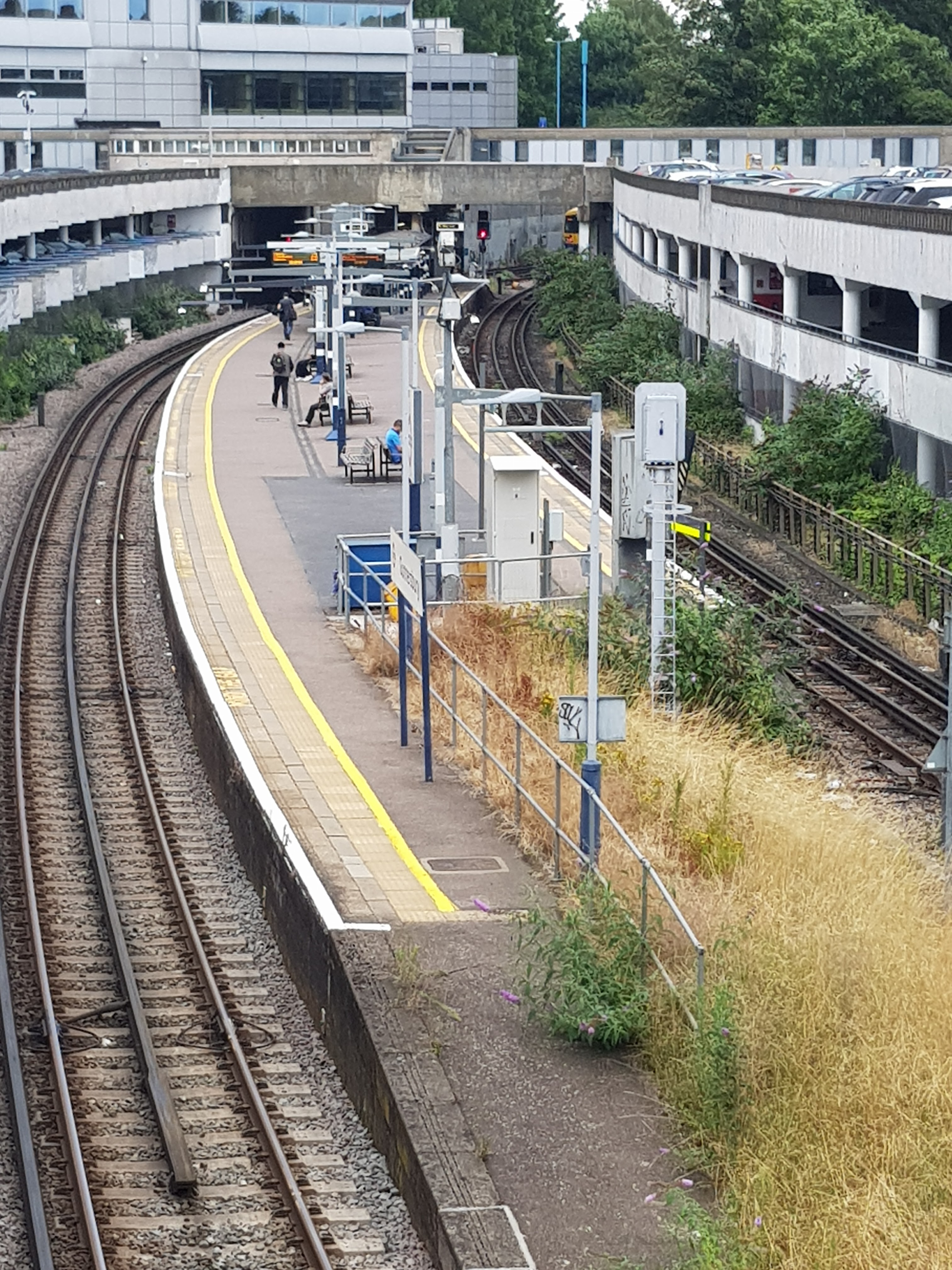
Het station in 2017 gezien uit het zuiden
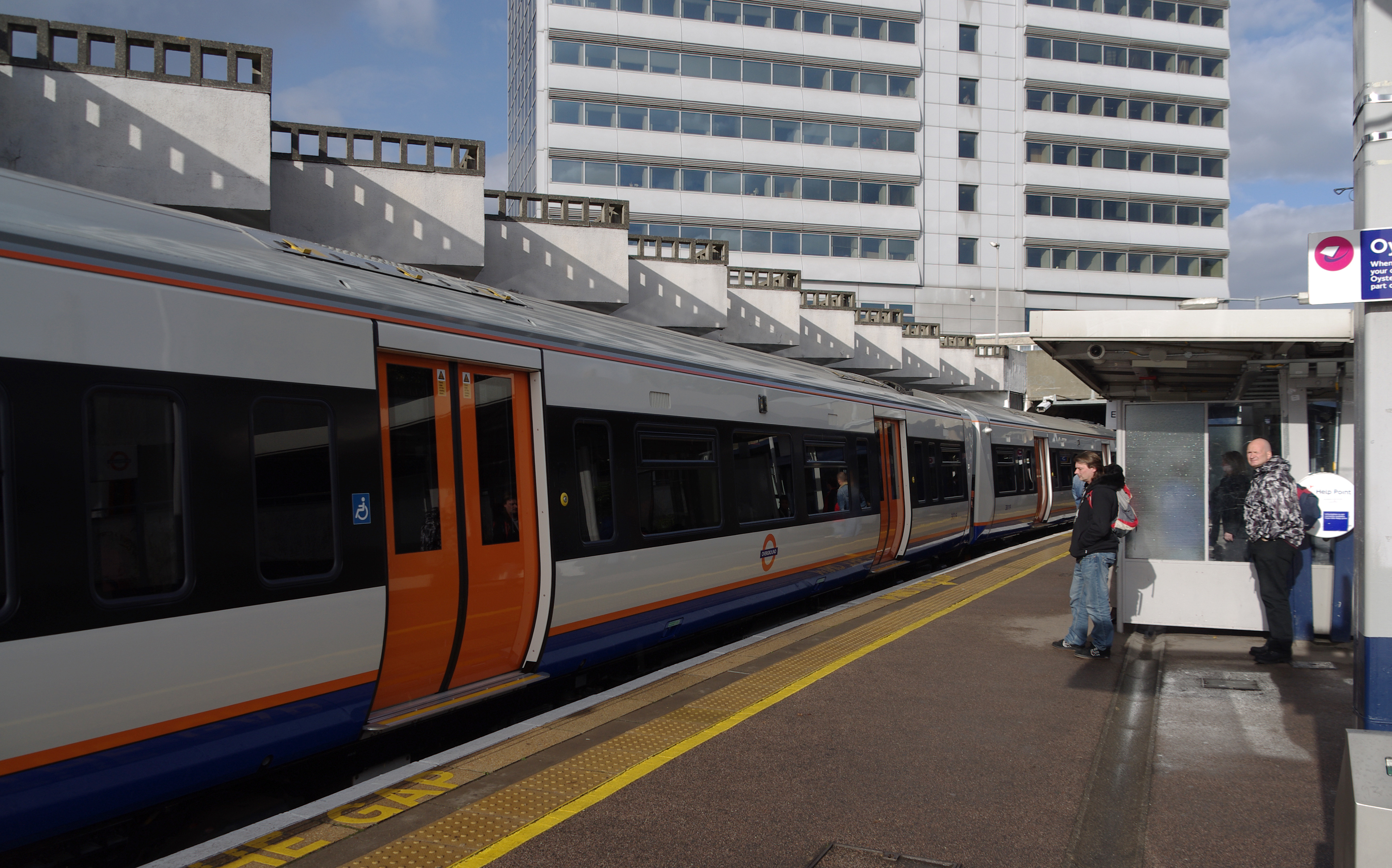
Een treinstel van de overground op weg naar het noorden

## Reizigersdiensten
De ondergrondse en bovengrondse diensten worden gereden met treinstellen van respectievelijk serie S7 en British Rail Class 378. 
- De underground rijdt 6 keer per uur naar Upminster en 6 keer per uur naar Richmond.
- De overground rijdt 4 keer per uur naar Strattord en 4 keer per uur naar Richmond.

London Underground wordt gezien als een open access-operator tussen Richmond en Acton Lane Junction, waarbij de underground tijdvakken op de North London-lijn koopt van Network Rail.

## Afbeeldingen

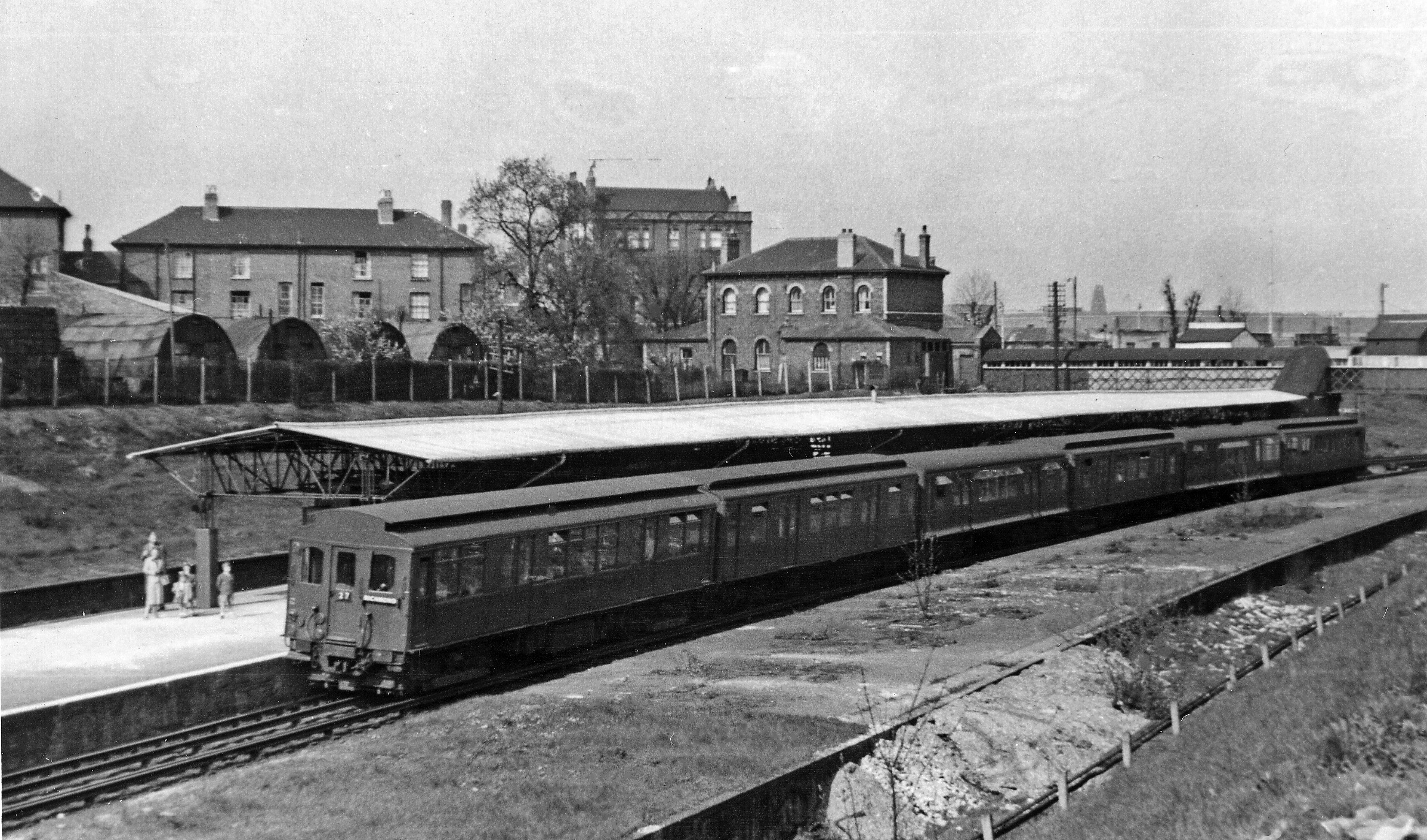
Station Gunnersbury, 1955
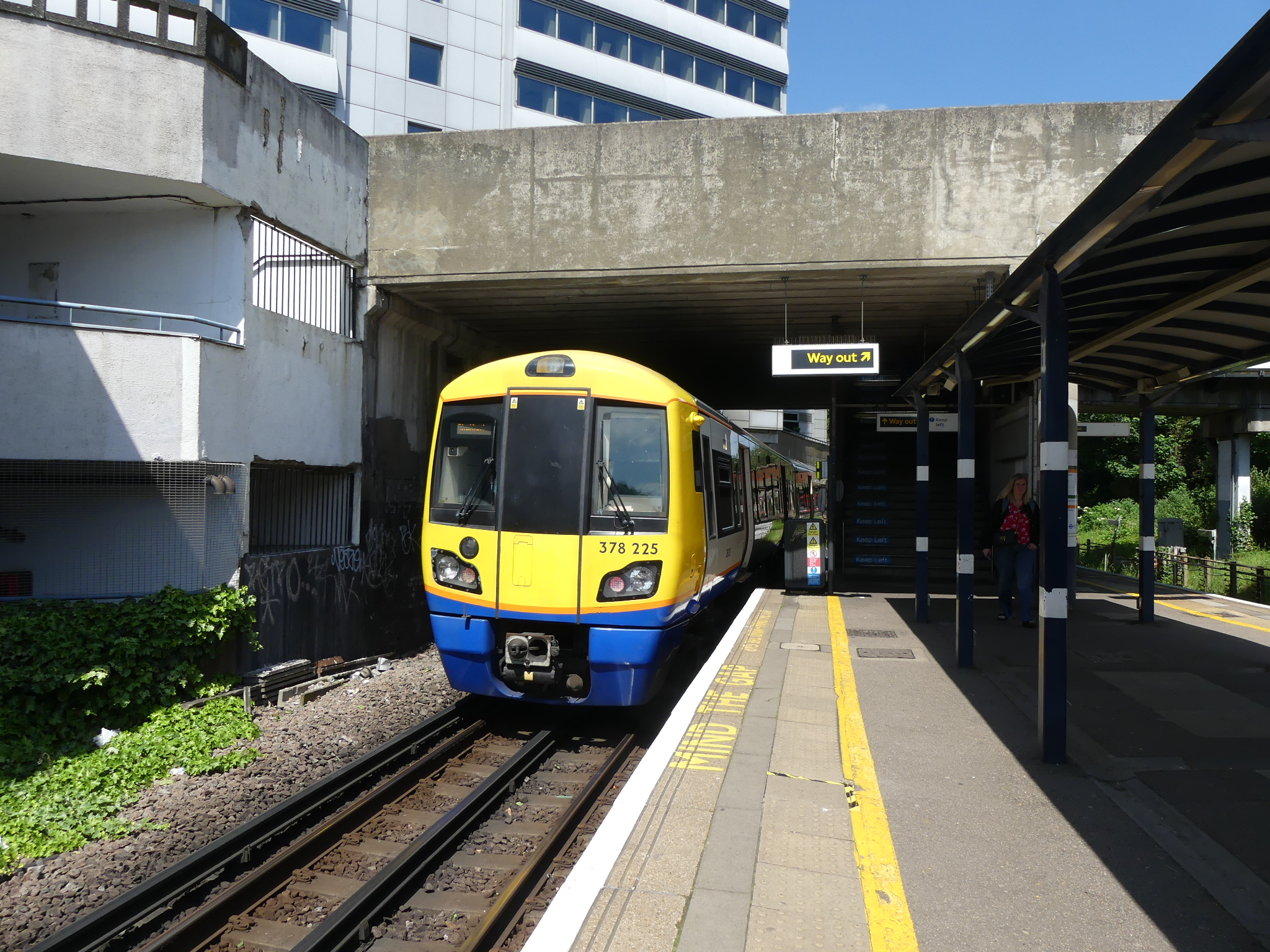
Trein van London Overground, 2024
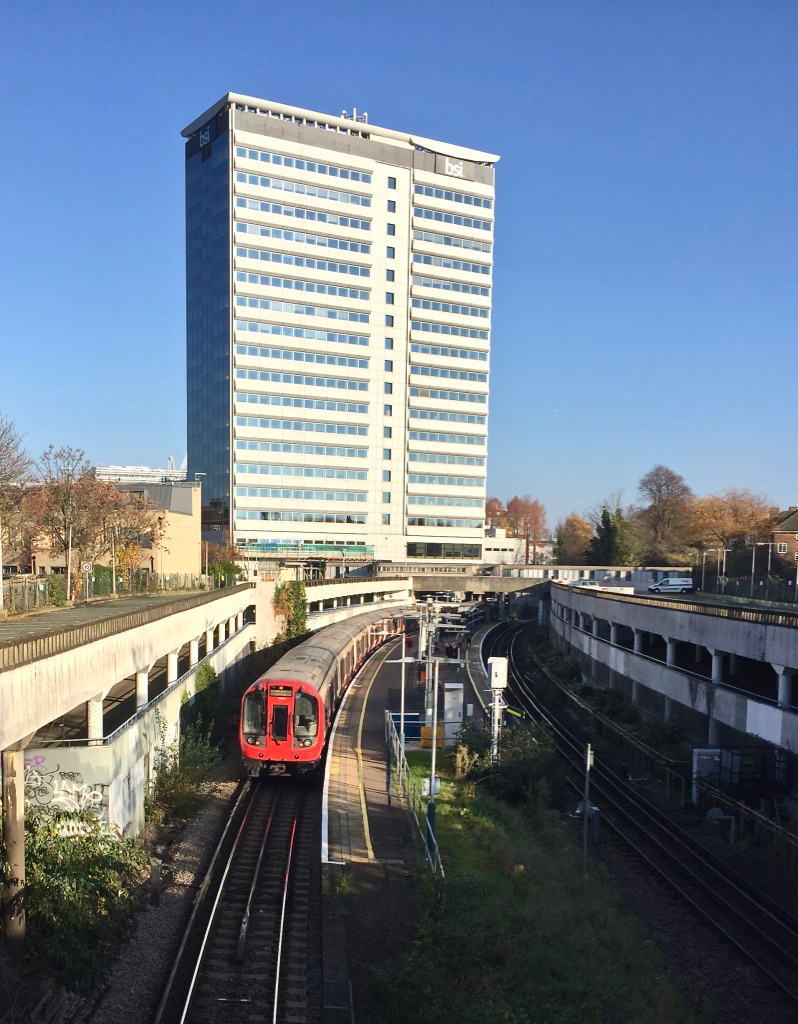
Trein van London Underground, 2018